# عقيل يوسف عيدان
عقيل يوسف عيدان باحث وكاتب ومترجم كويتي، مواليد الكويت (1976) متخصص في تاريخ الفلسفة العام والمنظومات الفكرية والعقائد السياسية وتاريخ الأفكار والتأويل وعصر الأنوار. وإلى جانب هذا، فهو مُعد ومُقدِّم برامج حول الفلسفة وشؤون الفكر ومسؤول (مراقب) البرامج الأدبية في إذاعة (البرنامج العام) دولة الكويت منها: (مائدة أفلاطون)، (صُلب الموضوع)، (الفلسفة كتاباً)، (مدارات فلسفية)، (قبسات فلسفية)، (ثقافة للعقل)، (التراث معاصراً)، (تفاصيل ثقافية)، (الكويت والقلم).. وهو عضو في رابطة الأدباء في الكويت، كما كان أمين صندوق الرابطة في إحدى دوراتها السابقة، وهوعضو فاعل في مركز الحوار للثقافة. متأهِّل في الفلسفة والفكر العربي من كلية الدراسات العليا في جامعة الكويت وهو صاحب مؤلفات عدة حول تاريخ الوعي والرجال الذين يصنعونه. عضو في “جمعية فتغنشتاين البريطانية "British Wittgenstein Society". قام بترجمة الفلاسفة فولتير، جان جاك روسو، كارل بوبر، لودفيغ فتغنشتاين، اين راند ولِيا يبي وغيرهم.

## التعليم
- ماجستير في الفلسفة الإسلامية والفكر العربي.[3]

## المؤلفات
تنوع نتاجه في مجال الفلسفة، بين المقالات والكتب، كما شارك في إصدار وتحرير وإعداد مجموعة من الكتيّبات والكراسات الصغيرة المركّزة، التي تتناول بعض المسائل الفكرية والعلمية والاجتماعية لتَنْقل للقارئ الكويتي، من الخاصة والعامة على حدّ سواء، رؤى عقلانية عن الإنسان؛ الفكر والوجود. وهذه الكتيبات توزع مجاناً.

### كتيبات
- «المرأة الإنسان» ٢٠٠٧.[2]
- «الليبرالية» ٢٠٠٨. [2]
- «الديمقراطية معنى ومبنى» ٢٠٠٨.[2]
- «غاليليو - الأسئلة المبصرة والأجوبة العمياء» ٢٠٠٩. [2]

### مقالات
- نجيب محفوظ من المحلية إلى الكونية.[5]
- العقيدة في حياة الإنسان.[6]
- الرقابة تحمي الجهل!.[7]
- المرأة الجديدة.[8]
- حرب العقول.[9]
- في مطلب المساواة.[10]

### كتب
| الكتاب                                                             | اللغة   | الناشر                | السنة   | عدد الصفحات | الرقم الدولي         | المصدر |
| ------------------------------------------------------------------ | ------- | --------------------- | ------- | ----------- | -------------------- | ------ |
| التنوير في الإنسان: شهادة جان جاك روسو                             | العربية | الدار العربية         | 2009    | 159         | (ردمك 9789953877648) | [ 11 ] |
| معصية فهد العسكر "الوجودية" في الوعي الكويتي                       | العربية | دار العين             | 2013    | 380         | (ردمك 9789774902109) | [ 12 ] |
| شؤم الفلسفة - الحرب ضد الفلاسفة في الإسلام                         | العربية | دار العين             | 2010    | 284         | (ردمك 9789774902109) | [ 13 ] |
| أوجه المكعب الستة وألعاب اللغة عند فتغنشتاين                       | العربية | دار العين             | 2011    | 156         | (ردمك 9789774901156) | [ 14 ] |
| أدم بعد عدن                                                        | العربية | دار الرافدين          | لا يوجد | 350         | لا يوجد              | [ 15 ] |
| رسائل فتغنشتاين                                                    | العربية | دار الرافدين          | 2020    | 148         | لا يوجد              | [ 16 ] |
| العقل في حريم الشريعة - العقلانية عند الشيخ محمد عبده              | العربية | دار قرطاس             | 2005    | 291         | لا يوجد              | [ 17 ] |
| عقلاني الكويت؛ نظرات حول التفكير النقدي الحر للدكتور أحمد البغدادي | العربية | مؤسسة الأنتشار العربي | 2015    | 453         | (ردمك 9786144047514) | [ 18 ] |
| الجميل والمقدس                                                     | العربية | الدار العربية ناشرون  | 2008    | لا يوجد     | لا يوجد              | [ 19 ] |
| في الحرية والديمقراطية                                             | العربية | لا يوجد               | 2008    | لا يوجد     | لا يوجد              | [ 2 ]  |
| رحلة إلى أسرار الشرق القديم                                        | العربية | لا يوجد               | 2014    | لا يوجد     | لا يوجد              | [ 20 ] |
| رد الأنوار على مسألة                                               | العربية | لا يوجد               | 2018    | لا يوجد     | لا يوجد              | [ 2 ]  |